# Encontro Nacional dos Estudantes de Filosofia

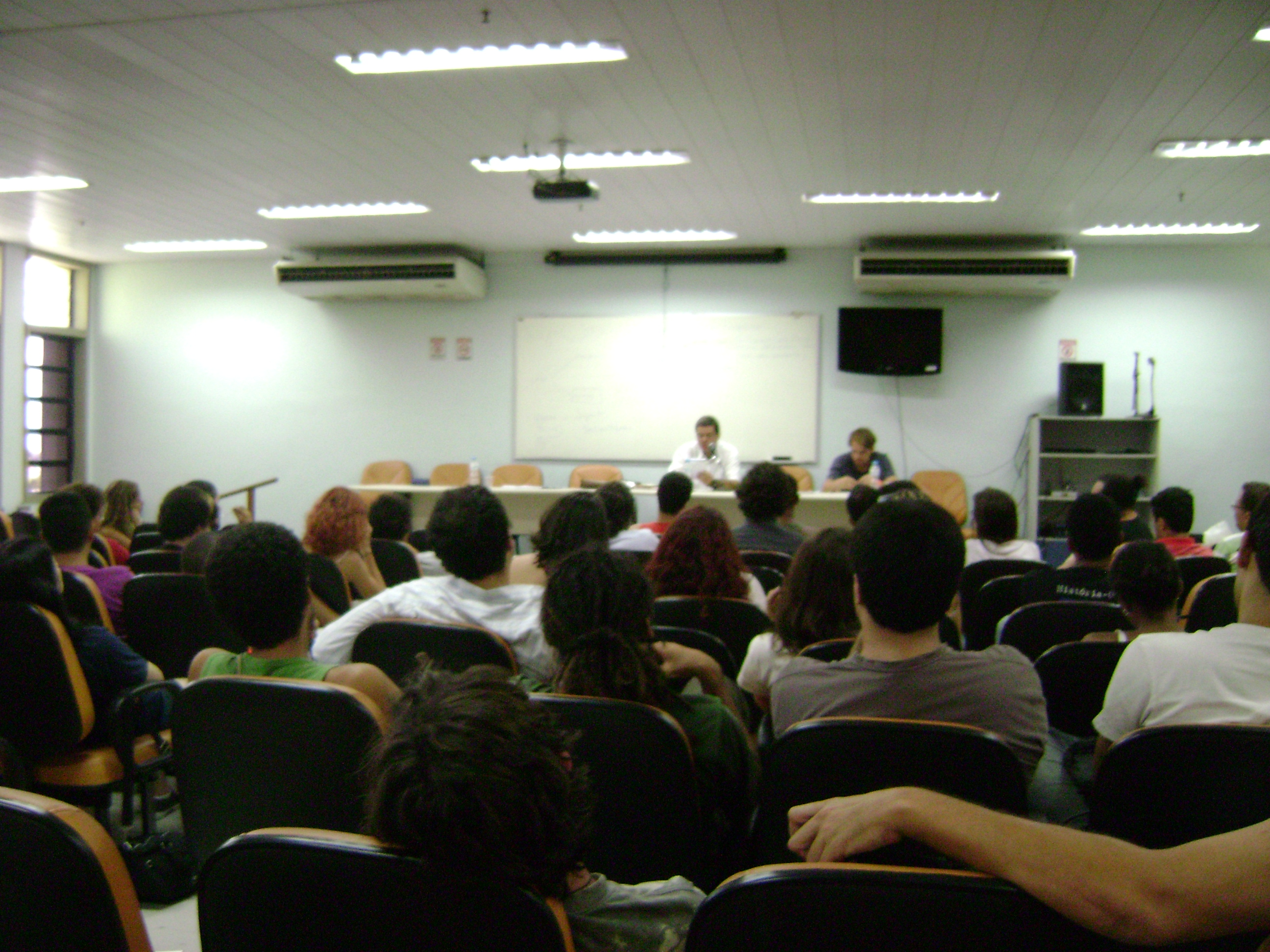
Palestra da ENEFIL 2011 dentro de um edifício da UFF, em Niterói.

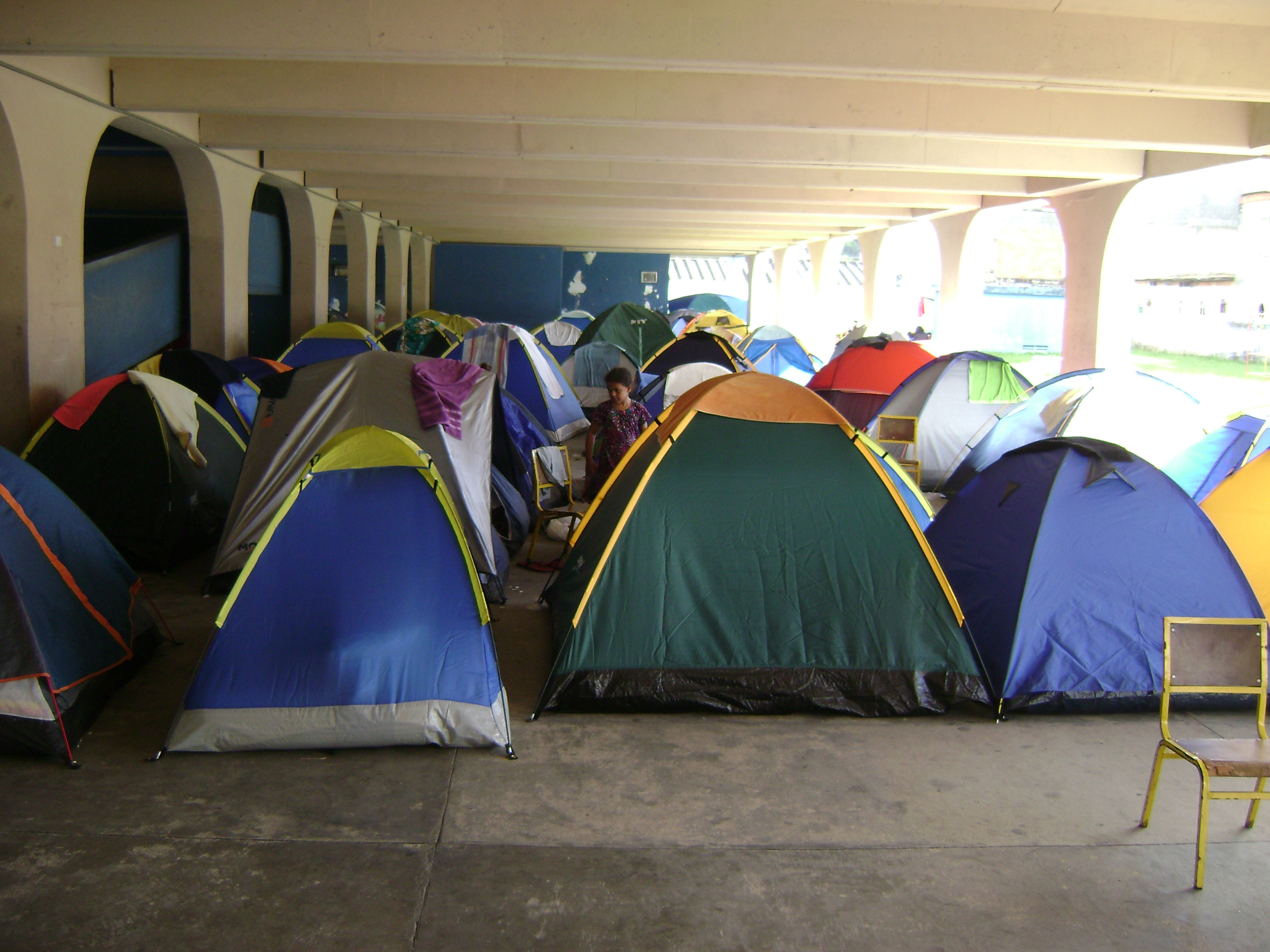
Barracas de estudantes alojados na UFF para participarem do ENEFIL 2011.

O Encontro Nacional dos Estudantes de Filosofia (ENEFIL) é um encontro estudantil que ocorre anualmente e que teve sua primeira edição em 1984. Geralmente ocorre no mês de janeiro e reúne estudantes de filosofia de diversas partes do Brasil. Inicialmente o encontro era exclusivamente acadêmico, contendo exposições com mesas de debates de professores convidados das mais diversas universidades e apresentações de comunicações por parte de estudantes.
Paralelo ao ENEFIL existia o COBREFIL (Congresso Brasileiro dos Estudantes de Filosofia) que tinha um teor mais político, porém, no ano de 2014, no XXX ENEFIL, sediado na cidade de Cuiabá, na Universidade Federal do Mato Grosso (UFMT), os estudantes, na plenária final, decidiram que os dois encontros aconteceriam simultaneamente. O ENEFIL agora é um encontro tanto acadêmico como político.